# 杨陵街道
杨陵街道，是中华人民共和国陕西省咸陽市杨陵区下辖的一个街道办事处。
2015年，陕西省民政厅批复同意将杨陵街道办事处的南庄村划归李台街道办事处，梁氏窑村、康乐西路社区划归大寨街道办事处。

## 行政区划
杨陵街道下辖以下地区：
凤岗路社区、姚安社区、公园路社区、常乐路社区、付家庄社区、上代村、下代村、董家庄村、半个城村、上川口村、下川口村、柴家咀村、乔家底村、南杨村、北杨村、夏家沟村、曹新庄村、马家底村、崔东沟村、元树村、崔西沟村、张家岗村和刘黄堡村。